# Andónios Kriezís
Andónios Kriezís (en grec: Αντώνιος Κριεζής) (Troizina, 1796 - Atenes, 1865) fou un polític i militar grec, capità de la marina grega durant la Guerra d'independència de Grècia i Primer Ministre de Grècia de 1849 al 1854.
Va néixer el 1782 a Troizina, a Hidra, en una família del grup ètnic dels arvanites.
El juliol de 1821, va servir a la marina grega i va participar en la batalla naval de Samos, a bord del cuirassat Spetses. El 1825, juntament amb Konstantinos Kanaris, va calar foc a un vaixell egipci al port d'Alexandria. Durant l'any 1828, Ioannis Kapodístrias ho va nomenar comandant de l'esquadró de marina i Kriezís s'apodera de Vonitsa a les mans dels turcs el 1829. El 1836, Otó I de Grècia el converteix en Ministre de Marina i a partir d'agost de 1841 serveix com a Primer Ministre –sense constitució en aquell temps, el Primer Ministre real era Otó de Grècia–, càrrec que va mantenir fins a la revolució del 3 de setembre de 1843. Kriezís va servir com a Primer Ministre de Grècia entre el 24 de desembre de 1849 fins al 28 de maig de 1854, va ser precedit i succeït per Konstantinos Kanaris.